# Деса, Хеан
Хеан Карлос Франсиско Деса Санчес (исп. Jean Carlos Francisco Deza Sánchez; 9 июня 1993, Кальяо, Перу) — перуанский футболист, нападающий перуанского клуба «Альянса Лима» и сборной Перу.

## Клубная карьера
Футбольную карьеру Деса начал в «Академии Депортива». В августе 2011 года футболист подписал четырёхлетний контракт с «Жилиной». В основном составе дебютировал 27 августа 2011 года в матче против «Дуклы», выйдя на замену вместо Романа Гергеля.